# Kansai Kuko-autosnelweg

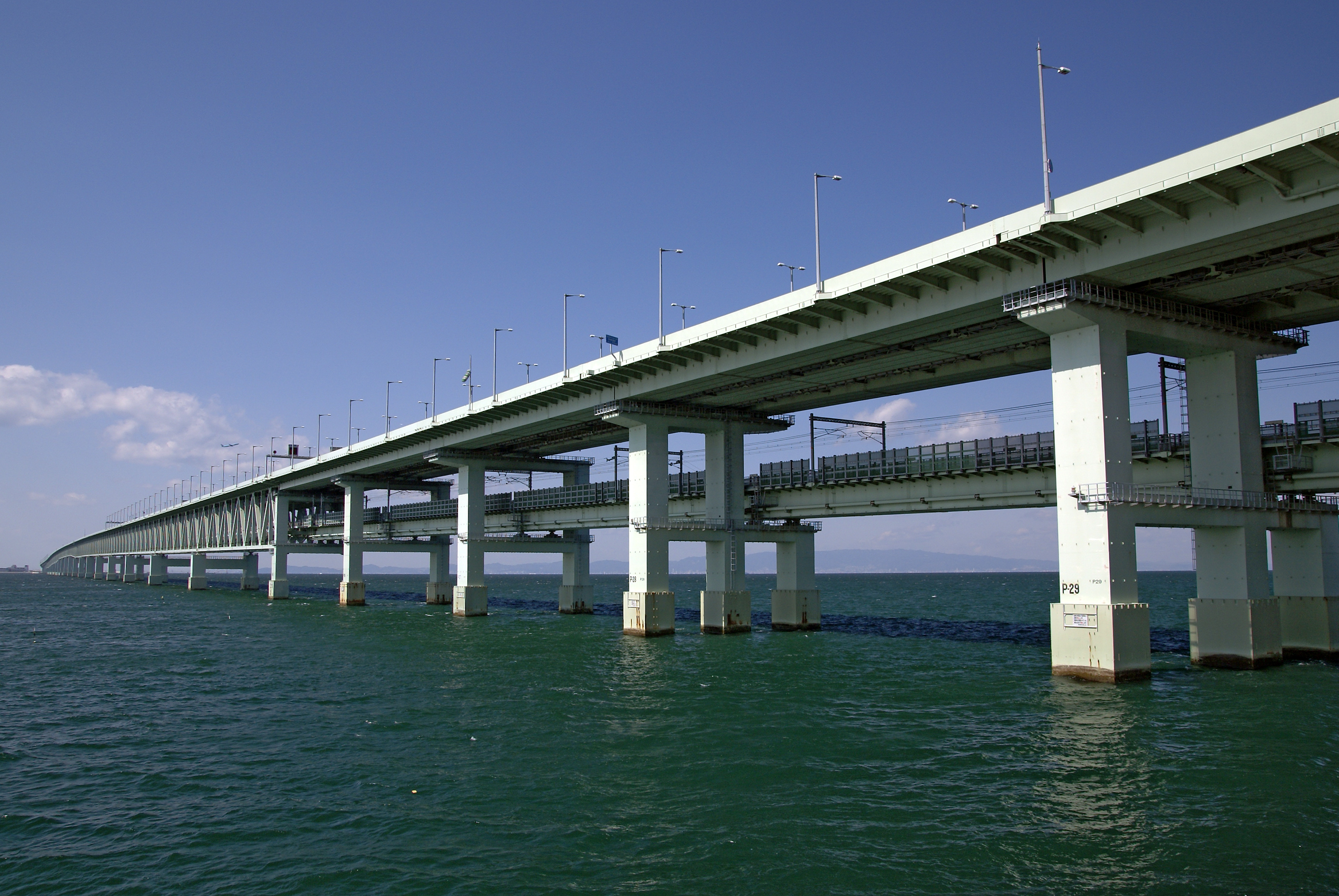
De Sky Gate Bridge

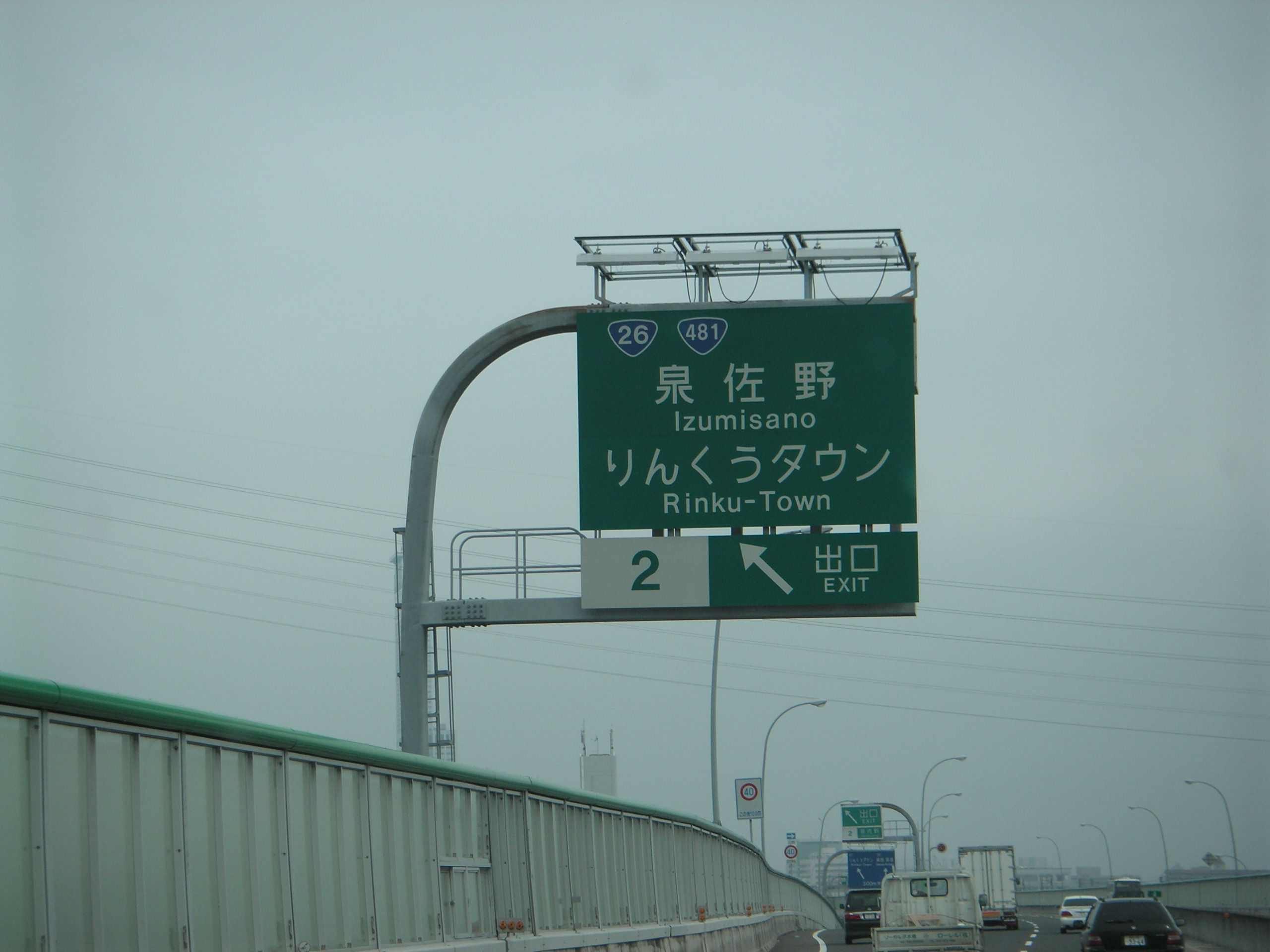
Afrit 2 Izumisano

De Kansai-Kūkō-autosnelweg (Japans: 関西空港自動車道, Kansai-Kūkō Jidōsha-dō; Engels: Kansai-Kūkō Expressway) is een 6,6 km lange autosnelweg die gebouwd werd om de Internationale Luchthaven Kansai te verbinden met het Japanse autosnelwegennetwerk. De autosnelweg werd in gebruik genomen op 2 april 1994.Een deel van de autosnelweg wordt gevormd door de Sky Gate Bridge, een 3750 m lange vakwerkbrug. Deze brug verbindt het eiland waarop de luchthaven ligt met het vasteland. De autosnelweg wordt uitgebaat door de West Nippon Expressway Company (NEXCO West Japan).

## Traject
■ open
■ gepland
- ： Afrit of aansluiting
- : Knooppunt

- : Tol
- : Brug
- : Tunnel
- : Parking
- : Verzorgingsplaats (Service Area)

| Nummer | Naam                | Aansluitingen                                       | Afstand | Opmerkingen                                  | Locatie          |
| ------ | ------------------- | --------------------------------------------------- | ------- | -------------------------------------------- | ---------------- |
| (18)   | Knooppunt Izumisano | Hanwa-autosnelweg                                   | 0,0     |                                              | Izumisano(Osaka) |
|        | Izumisano-tol       |                                                     |         |                                              | Izumisano(Osaka) |
| 1      | Kaminogo            | Autoweg 481                                         | 1,0     | Enkel in de richting van knooppunt Izumisano | Izumisano(Osaka) |
| 2      | Izumisano           | Autoweg 481 Autoweg 26                              | 4,1     | Enkel in de richting van knooppunt Izumisano | Izumisano(Osaka) |
| 3      | Knooppunt Rinku     | Sky Gate Bridge Hanshin-autosnelweg 4 (Wangan-lijn) | 6,6     |                                              | Izumisano(Osaka) |